# Clan Javanshir
Pour l’article homonyme, voir Javanshir (homonymie).
 (mars 2023).
Les Javanshirs (Azerbaïdjanais : Cavanşirlər) sont un clan azerbaïdjanais, du Karabakh, qui appartiennent à la tribu Afshar et sont à leur tour une branche des Turcs Oghuz. Entre 1748 et 1822, les membres du clan Javanshir ont fonctionné à la tête du Khanat du Karabakh.

## Histoire
Panah Ali Khan, ancêtre de la dynastie et fondateur du Khanat du Karabagh, était un représentant d'une aristocratie ancestrale d'une tribu turque appelée Javanshir. Après l'accès de Nader Shah au pouvoir en Iran, il a été appelé pour un service par lui, mais après plusieurs années, en 1738, il a été contraint de s'échapper de Khorasan vers le Nord, Sheki et Shirvan, avec un groupe de partisans. Selon Mirza Adigezal-bek, Nadir Shah a remplacé Fazl Ali-bek assassiné par son jeune frère, « lui a remis le chomak (bâton), l'a vêtu des vêtements d'un eshik-agasy et lui a conféré les droits de son frère aîné décédé » ; Mirza Adigezal-bek pensait que Panah Ali-bek trouvait indigne de « porter le chomak, de s'incliner devant Nadir Shah et de parler à ses osauls. » membres de la tribu et sont entrés dans la clandestinité.